# 魏营镇
魏营镇，是中华人民共和国江苏省宿迁市泗洪县下辖的一个乡镇级行政单位。

## 行政区划
魏营镇下辖以下地区：
魏营社区、前营社区、刘营村、欧岗村、涧圩村、庞塘村、宋桥村、陈冲村、豆冲村、涧东村、涧北村、王拐村和红旗水库管理所生活区。